# Gammarinema cambari
Gammarinema cambari is een rondwormensoort uit de familie van de Monhysteridae. De wetenschappelijke naam van de soort is voor het eerst geldig gepubliceerd in 1933 door Allen.